# Dahlan Jumaan al-Hamad
Dahlan Jumaan al-Hamad (arabisch دحلان جمعان الحمد, DMG Daḥlān Ǧumʿān al-Ḥamad; * 18. Januar 1957) ist ein katarischer Sportfunktionär und seit 2013 Präsident des Asiatischen Leichtathletikverbandes.

## Biographie
Dahlan Jumaan al-Hamad absolvierte ein Finanzstudium in den Vereinigten Staaten, welches er mit einem Bachelor abschloss. Zudem erlangte er zwei Master-Titel für Management und Militärwissenschaften, auch jeweils in den Vereinigten Staaten.
al-Hamad spricht neben Arabisch auch Englisch, ist verheiratet und Vater von fünf Kindern.

## Sportliche Funktionen
Seine erste sportpolitische Funktion übernahm Dahlan Jumaan al-Hamad 1988 als Vorsitzender der GCC Athletics, das er bis zum Jahr 2000 ausübte. 1996 wurde er bis 2008 zum Präsidenten des Katarischen Leichtathletikverbands gewählt, und übt dieses seit 2012 erneut aus. Zuletzt wurde er 2019 für eine vierjährige Periode gewählt. Zudem war er zwischen 1999 und 2001 Generalsekretär des Katarischen Olympischen Komitees und von 1999 bis 2003 Teil des Marketing-Komitees des Leichtathletik-Weltverbandes (IAAF). Des Weiteren ist er seit 1998 Präsident des katarischen Militärsportverbandes. Im Zuge mehrerer sportlicher Großveranstaltungen seit der Jahrtausendwende, war al-Hamad meist im Organisationsteam u. a. für die Asienspiele 2006 und für die Gymnasiade 2009.
2003 übernahm er beim Weltverband mehrere Funktionen, darunter die Mitgliedschaft in der Marketing- und Entwicklungsabteilung sowie im Council. 2007 wurde er zum Vizepräsidenten unter dem damaligen Präsidenten Lamine Diack gewählt, und übt auch dieses Amt bis heute aus. 2013 wurde er Präsident des Asiatischen Leichtathletikverbandes und löste damit den Inder Suresh Kalmadi, der aufgrund von Korruptionsvorwürfen rund um die Vergabe der Commonwealth Games 2010 von seinen Ämtern zurückgetreten war. Seit 2016 ist er Vorsitzender für Jugend-Engagement und Social Media des Weltverbandes. Im Zuge der Leichtathletik-Weltmeisterschaften 2019 in Doha ist er Vize-Präsident und Generalsekretär des Organisationskomitees.